# Blue Danube Filmfesztivál
A Blue Danube Film Festival/Kék Duna Filmfesztivál egy 2017 novembere óta Bécsben és Budapesten megrendezett rövidfilm-seregszemle, mely a világ legfrissebb termésének legjavát hozza el a magyar és osztrák nézők számára. A programban rendszeresen helyet kapnak nagy sikereket elért, köztük Oscar-díjat, Európai Filmdíjat elnyert vagy azokra jelölt alkotások.

## Története
A vetítések ideje november utolsó hétvégéjére esik. Első körben Bécsben, majd Budapesten látható a teljes program. 2020-ban a Covid-19 járvány miatt a 4. fesztivált online lehetett megrendezni. A vetítések szakmai vitafórummal is kiegészülnek: rövidfilmes rendezők, producerek, fesztiválszervezők és állami döntéshozók között.
A fesztivál alapító-igazgatója Bodor Géza.
2020-ban 39 ország független filmeseinek válogatott munkáit nézhette meg a közönség a 4. Blue Danube Filmfesztiválon. Az előzsűri közel 900 nevezett filmből választotta ki a bemutatásra kerülő műveket. A világon először kiterjesztett valóság segítségével egyes filmek 1000, 2000 és 5000 forintos bankjegyekre vetítve is elérhetőek voltak.
2022 januárjában 25 ország filmeseinek munkáit nézhette a közönség az 5. Blue Danube Filmfesztiválon. A filmek január 16-21. között a bécsi Amerlinghausban kerültek vetítésre, január 19 és 23. közt pedig a budapesti Art+Cinemában. A filmek nagy része ezzel párhuzamosan online platformon is megtekinthető volt.
2022-ben újításképp nagyjátékfilmek is versenyeztek.

## Zsűritagok

### 2020
A nemzetközi zsűri tagjai: Yvonne Ng Diák-Oscar-díjas filmrendező Szingapúrból, Mariangela Martínez Restrepo kurátor, fesztiválszervező Argentínából, Yulia Ruditskaya (Юлия Рудицкая) animációs filmrendező Belaruszból, és Gelencsér Gábor, az ELTE habilitált egyetemi docense, Balázs Béla-díjas filmesztéta.

### 2022
A nemzetközi zsűri tagjai: Danski Tang kínai származású amerikai filmrendező, Delphine Leoni francia producer, Mariangela Martínez Restrepo kurátor, fesztiválszervező Argentínából, Ayabonga Magwaxaza dél-afrikai filmrendező és Gelencsér Gábor, az ELTE habilitált egyetemi docense, Balázs Béla-díjas filmesztéta.

## Díjazottak

### 2020

#### Animációs
- Legjobb animációs film: Bruno Collet (FRA) – Memorable
- Zsűri különdíja: Michaela Mihalyi, David Štump (CZE) – SH_T HAPPENS
- Diákzsűri díj: Héloïse Ferlay (FRA) – To the dusty sea

#### Dokumentumfilm
- Győztes: Cristéle Alves Meira (POR) – Invisível Herói
- Diákzsűri díj: Karmen Obrdalj (BIH) – Why Is Mom Always Crying?

#### Kísérleti
- Győztes: Ayabonga Magwaxaza (RSA) – Midnight Delight
- Diákzsűri díj: Maia Iotzova (BUL) – Sofia's Epicenter

#### Egyperces
- Győztes: Eflatun Serbay Çelebi (ESP) – Jam Tomorrow

#### Narratív rövidfilm
- Győztes: Dudás Balázs (HUN) – Two Lines
- Zsűri különdíjas: Beleznai Márk (HUN) – Agape
- Diákzsűri díj: Dorian Jespers (BEL) – Sun Dog

#### Super Short
- Győztes: Mohsen Habibi, Mostafa Daryadar (IRA) – The GrandDaughter
- Diákzsűri díj: Roberto Telles (MEX) – I Love to Kill

### 2022
- Legjobb nagyjátékfilm: Betania Cappato (ARG) – A School in Cerro Hueso
- Diákzsűri díj nagyjátékfilm kategóriában: Le Bao (VIE) – Taste
- Legjobb animációs film: Yoriko Mizushiri (FRA) – Anxious Body Diákzsűri díj animációs kategóriában: Suki (FRA) – Mondo Domino
- Dokumentumfilm kategóriában győztes: Olga Lucovnicova (BEL) – My Uncle Tudor
- A zsűri különdíja animációs kategóriában: Elizabeth Mirzaei, Gulistan Mirzaei (AFG) – Three Songs for Benazir
- Diákzsűri díj dokumentumfilm kategóriában: Olga Lucovnicova (BEL) – My Uncle Tudor
- Experimental film kategóriában győztes: Victor Orozco Ramirez (GER) – Revolykus
- Diákzsűri díj experimental film kategóriában: Zbigniew Czapla (POL) – On Time
- Egyperces filmek kategóriájában győztes: Moein Rooholamini (IRA) – Leo
- Diákzsűri díj egyperces filmek kategóriájában: Moein Rooholamini (IRA) – Leo
- Narratív rövidfilmek kategóriájában győztes: Damian Kocur (POL) – Beyond is the day
- Diákzsűri díj narratív rövidfilmek kategóriában: Said Hamich (FRA) – The Departure
- Super Short kategóriában győztes: Det Sporadiske Filmkollektivet (NOR) – For Real
- Diákzsűri díj Super Short kategóriában: Hauazkena Taldea (SPA) – Huntingl